# Нэмэгэт (впадина)
Нэмэгэтинская котловина (монг. Нэмэгтийн хотгор) — обширная межгорная впадина, расположенная на юге пустыни Гоби, на территории сомона Даланзадгад (аймак Умнеговь) в Монголии, к северу от границы с КНР.

## География и геология
На топографических картах сама впадина часто не обозначается, однако именно под таким именем она известна среди учёных-палеонтологов. С севера впадину окаймляют Нэмэгэтинские горы с пиками Ховэр-Ула (2769 м) и Алтан-Ула (2273 м); на юге возвышается пик Тост-Ула (2517 м).
В геологическом плане Нэмэгэтинская впадина представляет собой дно древнего водного бассейна, существовавшего 65—70 млн лет назад. На западе и востоке котловины открыта сквозным ветрам. Ежегодно гигантские массы песка, образующегося в западной части котловины при разрушении гор, перекочевывают на восток, гонимые мощными весенними бурями. Сила местных ветров достигает 9-балльных значений в период между мартом и маем. В длину котловина достигает 200 километров, в ширину около 50. Она полностью занята песчаными дюнами, поросшими саксаулом. Воды в самой впадине почти нет, отдельные колодцы имеются в предгорьях. Близ гор, где есть колодцы, имеются юртовые стойбища полукочевых монголов. Ближайшим постоянный населённый пункт — сомонный центр Ноён, расположенный в 120 километрах от края котловины. В центре самой котловины ориентироваться невооружённым глазом довольно сложно, так как из-за её довольно большого размера окружающие её горные хребты не видны. Расстояние до Улан-Батора составляет порядка 900 км.

## Палеонтологическое значение
Данная впадина, наряду с Патагонией, африканским Тендагуру и Нью-Мексико, стала всемирно известна благодаря трём крупным местонахождениям ископаемых костей динозавров. В результате многовековой водной и ветровой эрозии ископаемая фауна региона оказалась почти на самой её поверхности.
В 1925 году в красных песчаниках Баянзага американская экспедиция нашла многочисленные скелеты динозавров и их окаменелые яйца на площади около 20 км². В 1946 году палеонтологическая экспедиция Академии наук СССР, которой руководил профессор И. А. Ефремов, открыла два других местонахождения гигантских динозавров во впадине. Среди найденных в котловине животных имеются кости тарбозавров, теризинозавров, зауролофов и велоцирапторов.